# Gerhard Lohfink
Gerhard Lohfink (* 29. August 1934 in Frankfurt am Main; † 2. April 2024 in Ebenhausen) war ein deutscher römisch-katholischer Priester und Theologe. Er war bis 1986 Professor für Neues Testament an der Eberhard Karls Universität Tübingen. Lohfink arbeitete als Theologe in der Katholischen Integrierten Gemeinde (KIG), die im November 2020 durch die Erzdiözese München aufgelöst wurde. Er war der jüngere Bruder des Alttestamentlers Norbert Lohfink.

## Leben
Gerhard Lohfink absolvierte seine Grundschulzeit von 1940 an der Bonifatiusschule. Aufgrund des Krieges wurde er nach Heppenheim (Bergstraße) evakuiert und zog mit seinen Eltern im Jahr 1944 in die Rhön. Die Kriegsumstände führten dazu, dass er mehrmals die Schule wechseln musste. 1954 legte er am Heinrich-von-Gagern-Gymnasium in Frankfurt das Abitur ab. Er studierte zunächst zwei Semester lang Germanistik und Latinistik an der Johann Wolfgang Goethe-Universität Frankfurt am Main. Vom Sommersemester 1955 an studierte er Philosophie und Theologie an der Philosophisch-Theologischen Hochschule Sankt Georgen; 1957 legte er das Philosophische Abschlussexamen ab. 1957/1958 studierte er Theologie an der Katholisch-Theologischen Fakultät der Ludwig-Maximilians-Universität München. Das Theologische Abschlussexamen legte er 1960 an der Hochschule Sankt Georgen ab, im selben Jahr empfing er durch den Limburger Bischof Wilhelm Kempf die Priesterweihe und trat in den Dienst des Bistums Limburg. Von Januar bis Mitte Februar 1961 war er als Seelsorgspraktikant in der Pfarrei St. Wendel in Frankfurt eingesetzt. Von 1961 bis 1963 war er Kaplan in der Pfarrei St. Ursula in Oberursel.
Auf Anregung der Professoren Heinrich Schlier und Heinrich Bacht erteilte ihm Bischof Kempf die Erlaubnis zur Promotion in Theologie mit der Auflage, zunächst noch ein Jahr (von April 1963 bis April 1964) lang als Schulpfarrer in Frankfurt auszuhelfen. Vom 22. April 1963 bis zum 31. März 1964 war Lohfink Schulpfarrer am Heinrich-von-Gagern-Gymnasium in Frankfurt am Main. 1964 setzte er sein Theologiestudium an der Julius-Maximilians-Universität Würzburg fort. Neben der wissenschaftlichen Arbeit hielt er Vorträge, insbesondere in der katholischen Erwachsenenbildung und in der Priesterfortbildung. 1971 wurde Lohfink in Würzburg mit der Dissertation Die Himmelfahrt Jesu. Untersuchungen zu den Himmelfahrts- und Erhöhungstexten bei Lukas promoviert. Mit der Arbeit Die Sammlung Israels. Eine Untersuchung zur lukanischen Ekklesiologie habilitierte er 1973.
1973 wurde Lohfink zum Wissenschaftlichen Rat und Professor für das Fach Neues Testament am Fachbereich Katholische Theologie der Eberhard-Karls-Universität Tübingen ernannt. 1976 folgte der Ruf als Ordinarius für Neues Testament am Fachbereich Katholische Theologie der Universität Tübingen. 1979/80 war er als Prodekan der Theologischen Fakultät in den kirchlichen Streit um den zuvor von ihm unterstützten Hans Küng verwickelt, wobei er sich am Ende öffentlich (unter anderem in der Frankfurter Allgemeine Zeitung) für dessen Ausschluss aus der Fakultät aussprach. 1987 schied er auf eigenen Wunsch aus dem Universitätsdienst aus, um in der Katholischen Integrierten Gemeinde leben und arbeiten zu können. Seine Forschungsschwerpunkte waren Ekklesiologie und Eschatologie. Gleichzeitig führte er seine Vortragstätigkeit weiter. Seine Bücher wurden in viele Sprachen übersetzt.
Ab 2008 arbeitete Lohfink als Dozent am „Lehrstuhl für die Theologie des Volkes Gottes“ an der Päpstlichen Lateranuniversität mit sowie beim postgradualen Fernstudium, das der Lehrstuhl als Zweijahreskurs in Deutsch und Englisch anbot.
Seinen Lebensabend verbrachte er in Ebenhausen südlich von München. Am 8. Dezember 2020 konnte er sein 60-jähriges Priesterjubiläum feiern.
Requiem und Beerdigung fanden am 12. April 2024 in München statt.

## Schriften (Auswahl)
- Die Himmelfahrt Jesu – Erfindung oder Erfahrung? Verlag Katholisches Bibelwerk, Stuttgart 1972, ISBN 3-460-10181-4.
- Die Sammlung Israels. Eine Untersuchung zur lukanischen Ekklesiologie. Kösel, München 1975, ISBN 3-466-25339-X.
- Wie hat Jesus Gemeinde gewollt?  Kirche im Kontrast, Katholisches Bibelwerk, Stuttgart 2015, ISBN 978-3-460-30034-7.
- Gottes Taten gehen weiter : Geschichtstheologie als Grundvollzug neutestamentlichen Gemeinden. Herder, Freiburg im Breisgau 1984, ISBN 3-451-20343-X.
- Die Bibel: Gotteswort in Menschenwort. Verlag Katholisches Bibelwerk, Stuttgart 1986, ISBN 3-460-10015-X.
- Wem gilt die Bergpredigt? zur Glaubwürdigkeit des Christlichen. Herder, Freiburg im Breisgau 1993, ISBN 3-451-08777-4.
- Braucht Gott die Kirche? Zur Theologie des Volkes Gottes. Herder, Freiburg im Breisgau 1998, ISBN 3-451-26544-3.
- Das Vaterunser neu ausgelegt. Urfeld, Bad Tölz 2007, ISBN 978-3-932857-32-4.
- mit Ludwig Weimer: Maria – nicht ohne Israel. Eine neue Sicht der Lehre von der unbefleckten Empfängnis. Herder, Freiburg im Breisgau 2008; Neuausgabe 2012, ISBN 978-3-451-34139-7.
- Welche Argumente hat der neue Atheismus? Eine kritische Auseinandersetzung. Urfeld, Bad Tölz 2008, ISBN 978-3-932857-33-1.
- Der letzte Tag Jesu. Was bei der Passion wirklich geschah. Verlag Katholisches Bibelwerk, Stuttgart 2009, 5. Auflage 2018, ISBN 978-3-460-33179-2.
- Beten schenkt Heimat. Theologie und Praxis des christlichen Gebets. Herder, Freiburg im Breisgau 2010, 5. Auflage 2013, ISBN 978-3-451-33052-0.
- Jesus von Nazareth. Was er wollte, wer er war. Herder, Freiburg im Breisgau 2011, 7. Auflage 2018, 8. Auflage 2020, 9. Auflage 2022, ISBN 978-3-451-34095-6.
- Gegen die Verharmlosung Jesu. Reden über Jesus und die Kirche. Herder, Freiburg im Breisgau 2013 e-book – 4. Auflage 2014, Sonderausgabe 2019, ISBN 978-3-451-34561-6.
- Der neue Atheismus. Eine kritische Auseinandersetzung. Verlag Katholisches Bibelwerk, Stuttgart 2014, ISBN 978-3-460-30031-6.
- Auf der Erde – wo sonst? Unangepasstes über Gott und die Welt. Verlag Katholisches Bibelwerk, Stuttgart 2015, ISBN 978-3-460-30033-0.
- Im Ringen um die Vernunft. Reden über Israel, die Kirche und die Europäische Aufklärung. Herder, Freiburg im Breisgau 2016, ISBN 978-3-451-31239-7.
- Am Ende das Nichts? Über Auferstehung und ewiges Leben. Herder, Freiburg im Breisgau 2017, 5. Auflage 2018, 7. Auflage 2020, 8. Auflage 2022, ISBN 978-3-451-31104-8.
- Der christliche Glaube erklärt in 50 Briefen. Verlag Herder, Freiburg i. Br., 2018, 2.–3. Auflage 2018, ISBN 978-3-451-34795-5.
- Das Geheimnis des Galiläers – Ein Nachtgespräch über Jesus von Nazaret. Verlag Herder, Freiburg im Breisgau 2019, 2.–3. Auflage 2019, ISBN 978-3-451-38270-3.
- Die vierzig Gleichnisse Jesu. Verlag Herder, Freiburg im Breisgau 2020, 2.–4. Auflage 2020, 6. Auflage 2022, 7. Auflage 2023, ISBN 978-3-451-38670-1.
- Ausgespannt zwischen Himmel und Erde – Große Bibeltexte neu erkundet. Verlag Herder, Freiburg im Breisgau 2021, 2. Auflage 2021, ISBN 978-3-451-38810-1, E-Book (PDF) ISBN 978-3-451-82810-2
- Die wichtigsten Worte Jesu. Verlag Herder, Freiburg im Breisgau 2022, 2. Auflage 2023, ISBN 978-3-451-39190-3, E-Book (PDF) ISBN 978-3-451-83190-4.
- All meine Quellen entspringen in dir. Verlag Herder, Freiburg im Breisgau 2023, ISBN 978-3-451-39700-4.

### Autobiographisches
- Warum ich an Gott glaube. Verlag Herder, Freiburg im Breisgau 2024, ISBN 978-3-451-39905-3. (posthum erschienen)

## Einzelbelege
1. ↑  Achim Buckenmaier: Gerhard Lohfink verstorben: Wissenschaftler und Jünger. Die Tagespost, 3. April 2024, abgerufen am selben Tage.
2. 1 2 3 4 5  Totenmeldung (Nachruf des Bistums Limburg auf Prof. Dr. Gerhard Lohfink). In: Amtsblatt des Bistums Limburg 2024 (Ausgabe vom 1. April 2024). S. 350, abgerufen am 12. Mai 2024.
3. ↑  Hans Küng: Umstrittene Wahrheit. Erinnerungen, München 2009, S. 640f.
4. ↑  Gerhard Lohfink: Haben die ersten Christen Jesus verstanden? Bruderhof, 21. November 2015, abgerufen am 15. September 2016.

| Personendaten    | Personendaten                                       |
| ---------------- | --------------------------------------------------- |
| NAME             | Lohfink, Gerhard                                    |
| KURZBESCHREIBUNG | deutscher katholischer Theologe und Hochschullehrer |
| GEBURTSDATUM     | 29. August 1934                                     |
| GEBURTSORT       | Frankfurt am Main                                   |
| STERBEDATUM      | 3. April 2024                                       |
| STERBEORT        | Ebenhausen                                          |